# Tercan
Tercan est une ville et un district turcs de la province d’Erzincan, dans la région de l'Anatolie orientale. Le district s'étend sur 1592 km2 et sa population totale est de 18 842 dont 5 589 vivant dans la ville de Tercan.
La ville est particulièrement connue pour ses bâtiments complexes construits au XIIe siècle pendant le règne de la saltukide Mama Hatun. On y retrouve par exemple sa tombe, une mosquée, un hammam et un impressionnant caravansérail.
La ville est peuplée majoritairement par des turcs de confession alévi.